# Will Langhorne
William "Will" Langhorne (Washington, D.C., 29 de julho de 1974) é um piloto de automobilismo dos Estados Unidos.

## Carreira
Langhorne iniciou a carreira no automobilismo profissional em 1997, disputando a Barber Dodge Pro Series, onde permaneceu até 1999, quando correu na Fórmula Atlantic durante 2 temporadas. Em 2002, disputou 3 etapas da Indy Racing League pela equipe Treadway Racing, obtendo o 35º lugar na classificação geral, com 36 pontos.
No ano seguinte, ficou afastado das pistas, porém voltaria a correr na Fórmula 3000, substituindo Rob Nguyen na BCN Competición. Em 5 etapas disputadas, o melhor resultado de Langhorne foi um 10º lugar em Mônaco. Entre 2004 e 2005, correu na ARCA Series.
Em sua carreira, disputou ainda provas do FIA GT, da American Le Mans Series e da Porsche Supercup até 2012, quando pendurou o capacete.